# 浦和教會

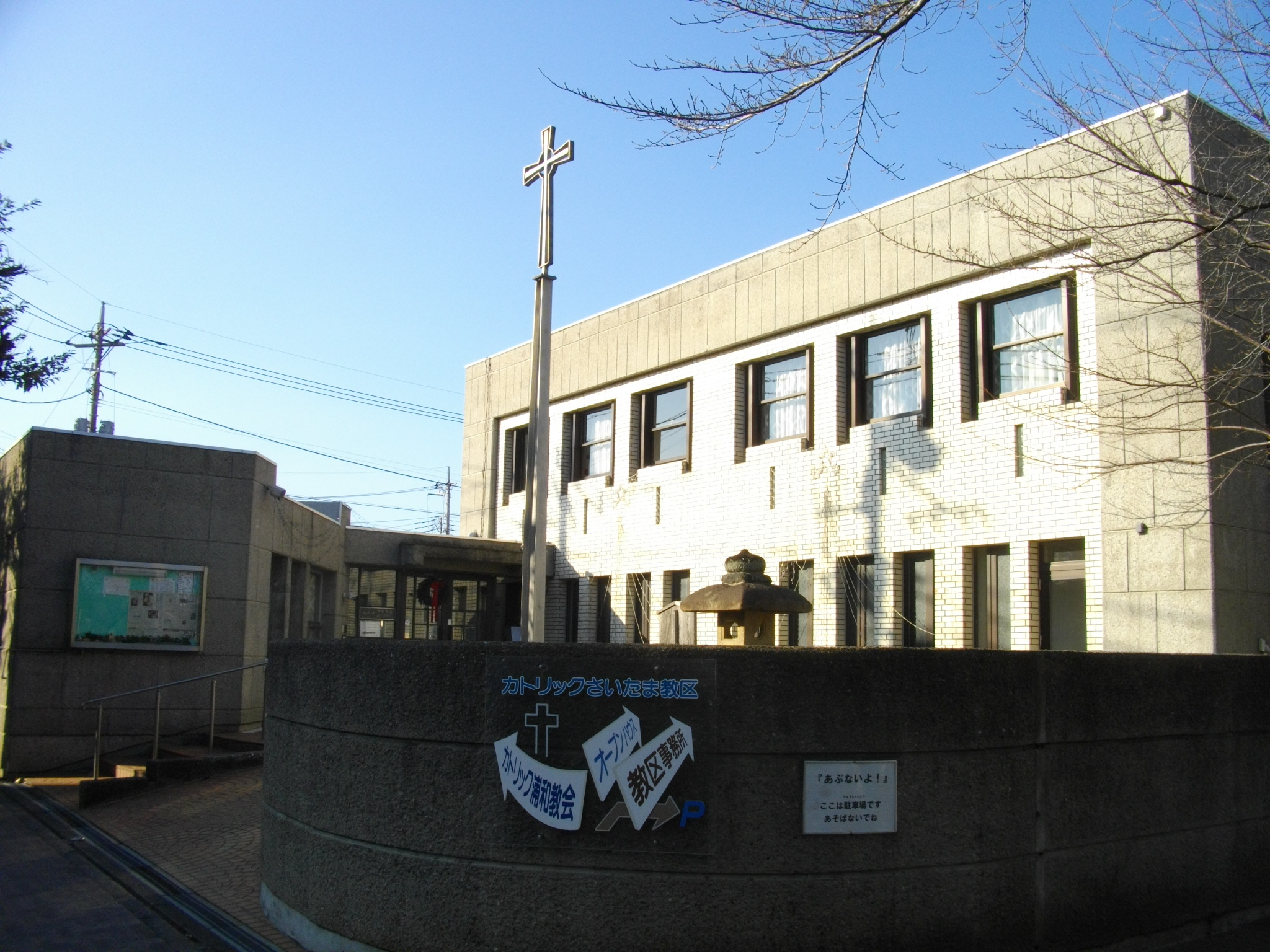
教堂外觀

浦和教會，正式名稱是聖德肋撒主教座堂（日语：幼いイエスの聖テレジア司教座聖堂），是天主教埼玉教區的主教座堂，位於埼玉縣埼玉市浦和區，因而得名。
聖堂建於1940年，1957年隨教區成立升為座堂。聖堂的主保為聖女小德蘭。
35°51′32″N 139°38′35″E / 35.8588995°N 139.6430896°E